# Michel Boyer (décorateur)
Pour les articles homonymes, voir Michel Boyer et Boyer.
Michel Boyer de Rebeval (1935-2011), dit Michel Boyer, est un architecte d’intérieur, un décorateur et un designer  français.
Il fit des réalisations pour Moët & Chandon, Dior et Balmain et aussi  la Banque Paribas, Citibank, Crédit lyonnais, et l'hôtel Sequoia Lodge à Disneyland Paris.
Il dessina plusieurs lampes, tables basses, canapés et bureaux qui étaient exposés  dans le magasin Rouve, rue de Rennes à Paris.
Ami du baron Élie de Rothschild et de son épouse, il réaménagea le siège de la Banque Rothschild, rue Laffitte à Paris, et l'hôtel PLM Saint-Jacques.
Il réalisa l'ambassade de France à Brasilia, des chantiers privés pour Karim Aga Khan à Porto Cervo, et pour Liliane et André Bettencourt